# A981 road
Die A981 road ist eine A-Straße in Schottland. Sie führt von Fraserburgh am Ostende des Moray Firth durch die dünnbesiedelten Regionen Aberdeenshires bis nach New Deer.

## Verlauf
Südlich des Zentrums von Fraserburgh zweigt die A981 von der A90 (Perth–Fraserburgh) ab. Sie führt in südwestlicher Richtung durch die südlichen Stadtteile von Fraserburgh und erreicht nach rund vier Kilometern die Ortschaft Memsie, wo sie die B9032 kreuzt. Acht Kilometer weiter südwestlich kreuzt die A981 zunächst die B9093 und bindet dann Strichen an das Straßennetz an. Am Südrand der Ortschaft quert sie das North Ugie Water auf der denkmalgeschützten Strichen Bridge, einer Bogenbrücke aus dem 19. Jahrhundert.
Jenseits von Strichen kreuzt die A981 die A950 (New Pitsligo–Peterhead) und wird für rund 400 m mit dieser zusammen geführt. Sie quert zwei Quellbäche des South Ugie Water und bedeutet rund einen Kilometer vor New Deer die Endpunkte der B9028 und B9029. Die Straße knickt nach Westen ab und endet im Zentrum New Deers zusammen mit der A948 an der B9170.